# Katarzyna Gondek
Katarzyna Gondek (Kłodzko, 1982) és una cineasta, poetessa i escriptora polonesa.

## Biografia
Llicenciada en estudis de cinema a la Universitat Adam Mickiewicz de Poznan estudià documental a l'Escola Màster de Direcció Cinematogràfica Andrzej Wajda. Va rebre el premi WARTO de "Gazeta Wyborcza" de Wrocław el 2014 a la categoria de pel·lícules. Els seus curtmetratges Figura i Dear Boy es van projectar al Festival de Cinema de Sundance.
El 2015, Katarzyna Gondek va ser nominada al Premi – Beca Stanisław Barańczak (Premi Literari de Poznań). El 2016 fou nominat al Premi Literari Gryfia pel llibre Otolit.

## Filmografia selecta
- 2010: Niewidzialni[4]
- 2011: Miasteczko[5]
- 2012: Przemiany[6]
- 2013: Hosanna[7]
- 2013: Miłosz[8][9]
- 2013: Najwyższy[10]
- 2015: Figura[11]
- 2017: Deer Boy[12]

## Llibres
prosa:
- Horror Vacui (Świat Książki, Varsòvia 2013, ISBN 978-83-7943-216-5)
- Otolit (Świat Książki, Warszawa 2015, ISBN 978-83-794-3791-7).

poesia:
- Splątania (Forma, Szczecin 2015, ISBN 978-83-63316-90-7)

antologia:
- Bękarty Wołgi (Ha!art, Cracòvia 2014, ISBN 978-83-64057-58-8)

## Premis
Premi Noves Visions (petit format) al LI Festival Internacional de Cinema Fantàstic de Catalunya per Deer Boy.